# Zimnica (ryba)
Zimnica (Limanda limanda) − gatunek ryby flądrokształtnej z rodziny flądrowatych. 
Występowanie: europejskie wybrzeża Oceanu Atlantyckiego, Morze Barentsa, Bałtyckie i Białe, na głębokościach 20–150 m. Wpływa do wód słonawych.

## Opis
Osiąga przeciętnie ok. 30 cm, maksymalnie 40 cm długości i masę 1 kg. Prowadzi przydenny tryb życia, głównie na piaszczystym dnie. Żywi się głównie mięczakami i małymi rybami.